# IEC 62264
IEC 62264 ist eine internationale Normenreihe über die Integration von Unternehmens-EDV und Leitsystemen. Die Norm wurde vom SC 65A System Aspects der
International Electrotechnical Commission (IEC) erarbeitet. Basis der Norm ist die ISA-95 Spezifikation.

## IEC 62264 Übersicht
Die Normenreihe IEC 62264 Enterprise-control system integration besteht aus folgenden Teilen:
- Teil 1: Models and terminology (Erstausgabe, März 2003)[1]
- Teil 2: Object model attributes (Erstausgabe, Juli 2004)[2]
- Teil 3: Activity models of manufacturing operations management (Erstausgabe, Juni 2007)[3]
- Teil 5: Business to manufacturing transactions (Entwurf, Mai 2009)

Weitere Teile sind geplant:
- Teil 4: Object Models and Attributes of Manufacturing Operations
- Teil 6: Business to Manufacturing Transactions

## Übersicht der deutschen Fassungen
IEC 62264 (DIN EN 62264 Integration von Unternehmens-EDV und Leitsystemen) liegt derzeit in Deutschland mit folgenden Normteilen vor (Stand Januar 2012):
- DIN EN 62264-1: Modelle und Terminologie (Norm, Ausgabe Juni 2008 mit Berichtigung November 2011)
- DIN EN 62264-2: Attribute der Objektmodelle (Norm, Ausgabe Juli 2008)
- DIN EN 62264-3: Aktivitätsmodelle für das operative Produktionsmanagement (Norm, Ausgabe Januar 2008)
- DIN EN 62264-5: Transaktionen zwischen Geschäftsabläufen und Produktionssteuerung (Norm, Ausgabe 2016)[4]

## Übersicht der englische Fassungen
IEC 62264 Enterprise-control system integration ist als Published-Version in folgenden Teilen verfügbar (Stand März 2025):
- IEC 62264-1:2013 Part 1: Models and terminology
- IEC 62264-2:2015 Part 2: Objects and attributes for enterprise-control system Integration
- IEC 62264-3:2016 Part 3: Activity models of manufacturing operations management
- IEC 62264-4:2015 Part 4: Objects and attributes for manufacturing operations management Integration
- IEC 62264-5:2016 Part 5: Business to manufacturing transactions